# Lloyd Nolan
Pour les articles homonymes, voir Nolan.

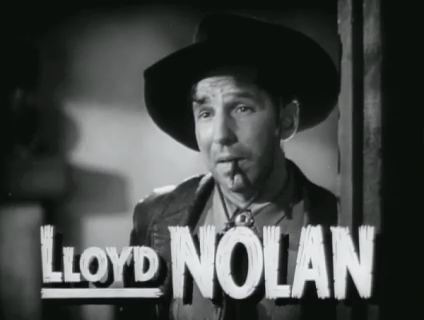
Dans Apache Trail

Lloyd Nolan est un acteur américain, né le 11 août 1902 à San Francisco, (Californie), mort le 27 septembre 1985 à Los Angeles (Californie).

## Biographie
Fils d'un industriel de la chaussure, il fait du théâtre en amateur pendant ses années de collège. Cet intérêt devient bientôt une passion qui lui fait délaisser ses études. Contre la volonté de son père et de sa famille, il fuit ses obligations et est embauché sur un cargo qui sera dévasté par un incendie, mettant fin à ses désirs d'évasion. Néanmoins, le jeune homme rêve encore de devenir acteur à Hollywood. Il doit toutefois se replier sur le théâtre pour parfaire son jeu.
En 1927, son père meurt et le testament lui accorde un petit héritage, ce qui lui permet de poursuivre sa carrière sur la scène sans trop s'inquiéter du lendemain. À la fin de 1929, il décroche un second rôle dans la comédie musicale Cape Cod Follies sur Broadway, puis fait partie de la distribution d'autres productions, notamment la comédie à succès Reunion in Vienna de Robert Emmet Sherwood, qui le fait suffisamment connaître pour que les producteurs lui donnent la chance d'incarner, en 1933, le dentiste Biff Grimes, héros de la pièce à succès One Sunday Afternoon. Après deux autres rôles sur les planches, Nolan est appelé à Hollywood par le producteur Darryl F. Zanuck qui lui donne un second rôle dans le film de série B Les Hors-la-loi ('G' Men) de William Keighley. Le film reçoit une nomination aux Oscars pour le scénario écrit par Zanuck lui-même. Pour Lloyd Nolan, c'est le début d'une longue carrière de plus de 150 films, qui appartiennent pour la plupart au genre policier. Nolan est souvent employé comme détective privé, policier, soldat ou agent du gouvernement dans des seconds rôles et, à l'occasion, des premiers rôles. Dans les années 1940, il interprète, par exemple, le détective Michael Shayne, le héros de Brett Halliday, dans une série de sept films pour la 20th Century Fox.
En 1954, il retourne sur Broadway pour interpréter le capitaine Queeg dans The Caine Mutiny Court-Martial, une production mettant en vedette Henry Fonda. La pièce, gros succès théâtral de l'année, totalise 415 représentations. Dans la foulée est tournée une adaptation pour la télévision américaine, dans le cadre de la série télévisée d'anthologie Ford Star Jubilee, qui vaut à Nolan de remporter le Primetime Emmy Award du meilleur acteur dans une mini-série ou un téléfilm 1955. Nolan joue d'ailleurs beaucoup à la télévision à partir de cette époque. L'un de ses rôles parmi les plus connus est celui du Dr. Morton Chegley dans la comédie Julia, aux côtés de Diahann Carroll, qui lui vaut une nomination aux Emmy en 1969.
En 1985, Woody Allen le choisit pour incarner le père des trois sœurs dans Hannah et ses sœurs : son dernier rôle.

## Filmographie

### Cinéma
- 1935 : Les Hors-la-loi ('G' Men) de William Keighley : Hugh Farrell
- 1935 : Harmonie volée (en) (Stolen Harmony) d'Alfred L. Werker : Chesty Burrage
- 1935 : L'Aventure Transatlantique (Atlantic Adventure) d'Albert S. Rogell : Dan Miller
- 1935 : Gosse de riche (She Couldn't Take It) de Tay Garnett : Tex
- 1935 : One-Way Ticket de Herbert J. Biberman: Jerry
- 1936 : Panique à la radio (en) (You May Be Next) d'Albert S. Rogell : Neil Bennett
- 1936 : Lady of Secrets (en) de Marion Gering : Michael
- 1936 : Empreintes digitales (Big Brown Eyes) de Raoul Walsh : Russ Cortig
- 1936 : L'Éscadrille du diable (Devil's Squadron) d'Erle C. Kenton : Dana Kirk
- 1936 : Fausse monnaie (Counterfeit) d'Erle C. Kenton : Capper Stevens
- 1936 : La Légion des damnés (The Texas Rangers) de King Vidor : Sam McGee
- 1936 : L'Audacieuse (en) (Fifteen Maiden Lane) d'Allan Dwan : Det. Walsh
- 1937 : L'Homme qui terrorisait New York (King of Gamblers) de Robert Florey : Jim Adams
- 1937 : Exclusive : Charles Gillette
- 1937 : Le Voilier maudit (Ebb Tide) de James P. Hogan : Attwater
- 1937 : La Loi du milieu (Internes Can't Take Money) : Hanlon
- 1937 : Une nation en marche (Wells Fargo) de Frank Lloyd : Dal Slade
- 1937 : Fifi peau de pêche (Every Day's a Holiday ) : John Quade
- 1938 : Dangerous to Know de Robert Florey : Inspect. Brandon
- 1938 : Tip-Off Girls de Louis King : Bob Anders
- 1938 : Hunted Men : Joe Albany
- 1938 : Prison Farm : Larry Harrison
- 1938 : L'Évadé d'Alcatraz (King of Alcatraz) : Raymond Grayson
- 1939 : Ambush : Tony Andrews
- 1939 : St. Louis Blues : Dave Geurney
- 1939 : Undercover Doctor : Robert Anders
- 1939 : The Magnificent Fraud (en) de Robert Florey : Sam Barr
- 1940 : The Man Who Wouldn't Talk : Joe Monday
- 1940 : Destins dans la nuit (The House Across the Bay) : Slant Kolma
- 1940 : Johnny Apollo de Henry Hathaway : Mickey Dwyer
- 1940 : Gangs of Chicago : Matty Burns
- 1940 : The Man I Married : Kenneth Delane
- 1940 : Quai numéro treize (Pier 13) : Danny Dolan
- 1940 : The Golden Fleecing (en) : Gus Fender
- 1940 : Charter Pilot : King Morgan
- 1940 : Michael Shayne, Private Detective d'Eugene Forde : Michael Shayne
- 1940 : Behind the News : Stuart Woodrow
- 1941 : Mr. Dynamite : Tommy N. Thornton ('Mr. Dynamite')
- 1941 : Sleepers West d'Eugene Forde : Michael Shayne
- 1941 : Dressed to Kill d'Eugene Forde : Michael Shayne
- 1941 : Buy Me That Town : Rickey Deane
- 1941 : Blues in the Night : Del Davis
- 1941 : Steel Against the Sky : Rocky Evans
- 1942 : Blue, White and Perfect d'Herbert I. Leeds : Michael Shayne
- 1942 : The Man Who Wouldn't Die de Herbert I. Leeds : Michael Shayne
- 1942 : It Happened in Flatbush : Frank 'Butterfingers' Maguire
- 1942 : Le Témoin disparu (Just Off Broadway) de Herbert I. Leeds : Michael Shayne
- 1942 : Manila Calling (en) d'Herbert I. Leeds : Lucky Matthews
- 1942 : Apache Trail : Trigger Bill Folliard
- 1942 : Time to Kill d'Herbert I. Leeds : Michael Shayne
- 1943 : Bataan : Caporal Barney Todd
- 1943 : Guadalcanal (Guadalcanal Diary) de Lewis Seiler : sergent-artilleur Hook Malone
- 1944 : Resisting Enemy Interrogation : USAF Debriefing Officer
- 1945 : Le Lys de Brooklyn (A Tree Grows in Brooklyn) d'Elia Kazan : Officer McShane
- 1945 : Circumstantial Evidence (en) de John Larkin : Sam Lord
- 1945 : Captain Eddie : lieutenant Jim Whittaker
- 1945 : La Maison de la 92e Rue (The House on 92nd Street) : Agent George A. Briggs
- 1946 : Two Smart People : Bob Simms
- 1946 : Quelque part dans la nuit (Somewhere in the Night) : lieutenant de police Donald Kendall
- 1947 : Don't Be a Sucker : narrateur
- 1947 : La Dame du lac (Lady in the Lake) : Lt. DeGarmot
- 1947 : Les Corsaires de la terre (Wild Harvest) : Kink
- 1948 : Alerte au ranch (Green Grass of Wyoming) de Louis King : Rob McLaughlin
- 1948 : La Dernière Rafale (The Street with No Name) : Insp. George A. Briggs
- 1949 : Lassie perd et gagne (The Sun Comes Up) de Richard Thorpe : Thomas I. Chandler
- 1949 :  Garçons en cage (Bad Boy) de Kurt Neumann : Marshall Brown
- 1949 : La Vie facile (Easy Living) de Jacques Tourneur : Lenahan
- 1951 : Le Môme boule-de-gomme (The Lemon Drop Kid) de Sidney Lanfield et Frank Tashlin : Oxford Charley
- 1953 : Crazylegs : Win Brockmeyer
- 1953 : Aventure dans le Grand Nord (Island in the Sky) : Capitaine Stutz
- 1956 : La Dernière chasse (The Last Hunt) : Woodfoot
- 1956 : Santiago : Clay Pike
- 1956 : Je reviens de l'enfer (Toward the Unknown) : Brig. Gen. William Banner
- 1957 : Pour que les autres vivent (Seven Waves Away) de Richard Sale : Frank Kelly
- 1957 : A Hatful of Rain : John Pope, Sr
- 1957 : Les Plaisirs de l'enfer (Peyton Place) : Dr Matthew Swain
- 1960 : Meurtre sans faire-part (Portrait in Black), de Michael Gordon : Matthew S. Cabot
- 1960 : Girl of the Night : Dr Mitchell
- 1961 : Cet enfant est mien (Susan Slade) de Delmer Daves : Roger Slade
- 1962 : We Joined the Navy : vice-amiral Ryan
- 1963 : Solo pour une blonde (The Girl Hunters) : L'agent fédéral Arthur Rickerby
- 1964 : Le Plus Grand Cirque du monde (Circus World) : Cap Carson
- 1965 : Never Too Late (en) : le maire Crane
- 1966 : Sursis pour une nuit (An American Dream) de Robert Gist : Barney Kelly
- 1967 : La Griffe (The Double Man) : Edwards
- 1968 : Sergeant Ryker : Gen. Amos Bailey
- 1968 : Destination Zebra, station polaire (Ice Station Zebra) : Amiral Garvey
- 1970 : Airport : Harry Standish
- 1974 : Tremblement de terre (Earthquake) : Dr James Vance
- 1975 : The Sky's the Limit : Cornwall
- 1977 : Galyon
- 1977 : The Private Files of J. Edgar Hoover de Larry Cohen : le procureur général Harlan Stone
- 1978 : My Boys Are Good Boys : Security Officer Dan Mountgomery
- 1985 : Prince Jack (en) de Bert Lovitt : Joe Kennedy
- 1986 : Hannah et ses sœurs (Hannah and Her Sisters) : Evan

### Télévision
- 1955 : The Caine Mutiny Court-Martial, saison 1, épisode 3 de la série Ford Star Jubilee : Capt. Philip Francis Queeg (Emmy du meilleur acteur 1955)
- 1958 : Special Agent 7 (série TV) : Special Agent Conroy (1958)
- 1959 : Les Incorruptibles : George 'Bugs' Moran dans L'Histoire de Bugs Moran, saison 1, épisode 4
- 1967 : Wings of Fire : Max Clarity
- 1967 : Le Virginien saison 6 épisode 6 (The Masquerade (Shérif pour rire) : Un ancien sheriff célèbre

- 1968 - 1971 : Julia : Dr. Morton Chegley
- 1973 : Isn't It Shocking? : Jesse Chapin
- 1975 : L'Enquête de Monseigneur Logan (The Abduction of Saint Anne) : Carl Gentry
- 1976 : The November Plan : Gen. Smedley Butler
- 1977 : The Mask of Alexander Cross
- 1977 : Flight to Holocaust : Wilton Bender
- 1977 : Horizons en flammes (Fire!) : Doc Bennett
- 1979 : Valentine : Brother Joe
- 1984 : It Came Upon the Midnight Clear : Monsignor Donoghue
- 1985 : Meurtre en matinée : Série Arabesque saison 2 épisode 3 : le docteur